# Воинское кладбище № 130 (Грыбув)
 Памятник культуры Малопольского воеводства: регистрационный номер A-467/M от  16 апреля 2009 года.
Воинское кладбище № 130 — Грыбув (пол. Cmentarz wojenny nr 130 - Grybów) — воинское кладбище, находящееся в городе Грыбув, Новосонченский повят, Малопольское воеводство. Кладбище входит в группу Западногалицийских воинских захоронений времён Первой мировой войны. На кладбище похоронены военнослужащие Австро-Венгерской, Германской и Российской армий, погибшие во время Первой мировой войны в декабре 1914 — январе 1915 годов. Охраняемый памятник Малопольского воеводства.

## История
Кладбище было построено Департаментом воинских захоронений К. и К. военной комендатуры в Кракове в 1914 году по проекту австрийского архитектора Ганса Майра. Некрополь состоит из двух частей: участка, занимающего квартал приходского кладбища и участка на бывшем иудейском кладбище. На христианском кладбище площадью 1000 квадратных метров находится 123 братских и 38 индивидуальных могил, в которых похоронены 650 австрийских, 57 германских и 27 русских солдат. На иудейском кладбище площадью 65 квадратных метров похоронены 7 солдат австрийской армии иудейского происхождения.
16 апреля 2009 года кладбище было внесено в реестр памятников Малопольского воеводства (№. А-467/М).

## Описание
Христианское кладбище располагается в верхнем левом углу приходского кладбища. С южной и западной стороны воинский некрополь полностью окружён каменной стеной. Вход на некрополь из приходского кладбища осуществляется через ворота с двумя массивными пилонами. В центре кладбища располагается памятник высотой около 6 метров с мемориальной табличкой. С обеих сторон памятника растут два дуба, посаженных строителями кладбища.
Иудейский участок кладбища ранее занимало отдельный квартал еврейского киркута. Во время Второй мировой войны киркут был разрушен и до нашего времени сохранились только четыре надгробия. Еврейский участок воинского кладбища № 130 находится в западной части киркута рядом с большим участком некрополя.

## Источник
- Oktawian Duda: Cmentarze I wojny światowej w Galicji Zachodniej. Warszawa: Ośrodek Ochrony Zabytkowego Krajobrazu, 1995. ISBN 83-85548-33-5.
- Roman Frodyma Galicyjskie Cmentarze wojenne t. I Beskid Niski i Pogórze (Okręgi I—IV), Oficyna Wydawnicza «Rewasz», Pruszków 1998.